# Прогрес (Покровський район)
Прогре́с — село Гродівської селищної громади Покровського району Донецької області, Україна. У селі мешкає 1 людина станом на 2024 рік.

## Загальні відомості
Відстань до райцентру становить близько 28 км і проходить автошляхом місцевого значення.

## Історія
17 липня 2024 окупаційні війська РФ дійшли до околиць села. 19 липня стало відомо, що окупаційні війська частково захопили село .

## Населення
За даними перепису 2001 року населення села становило 390 осіб, із них 44,1 % зазначили рідною мову українську, 54,62 % — російську та 0,51 % — білоруську мову.